# Gaultheria racemulosa
Gaultheria racemulosa är en ljungväxtart som först beskrevs av Dc., och fick sitt nu gällande namn av D.J. Middleton. Gaultheria racemulosa ingår i släktet Gaultheria och familjen ljungväxter. Inga underarter finns listade i Catalogue of Life.